# Verenigd Koninkrijk op het Eurovisiesongfestival 1986
Het Verenigd Koninkrijk deed in 1986 voor de achtentwintigste keer mee aan het Eurovisiesongfestival. De groep Ryder
was gekozen door de BBC door een nationale finale om het land te vertegenwoordigen.

## Nationale voorselectie
Onder de titel A Song for Europe 1986 hield het Verenigd Koninkrijk een nationale finale om de artiest en het lied te selecteren voor het Eurovisiesongfestival 1986. De nationale finale werd gehouden op 2 april 1986 en werd gepresenteerd door Terry Wogan.
De winnaar werd gekozen door elf regionale jury's.

| Volgorde | Artiest       | Lied                   | Punten | Plaats |
| -------- | ------------- | ---------------------- | ------ | ------ |
| 1        | Vanity Fare   | Dreamer                | 99     | 3de    |
| 2        | Palace        | Dancing with You Again | 91     | 5de    |
| 3        | Colin Heywood | No Easy Way to Love    | 80     | 6de    |
| 4        | Chad Brown    | I'm Sorry              | 78     | 7de    |
| 5        | Kenny Charles | Tongue-Tied            | 93     | 4de    |
| 6        | Ryder         | Runner in the Night    | 145    | 1ste   |
| 7        | Jump          | Don't Hang Up on Love  | 137    | 2de    |
| 8        | Future        | War of the Roses       | 76     | 8ste   |

## In Bergen
In de Noorse stad Bergen moest het Verenigd Koninkrijk aantreden als 5de, net na Noorwegen en voor IJsland.
Op het einde van de puntentelling bleek dat ze op een zevende plaats waren geëindigd met 72 punten.
Van België en Nederland ontving men geen punten.

### Gekregen punten

#### Finale
| 12 punten   | 10 punten                 | 8 punten              | 7 punten                              | 6 punten              |
| ----------- | ------------------------- | --------------------- | ------------------------------------- | --------------------- |
|             | - Finland - Frankrijk     | - Denemarken - Zweden |                                       | - Noorwegen - Turkije |
| 5 punten    | 4 punten                  | 3 punten              | 2 punten                              | 1 punt                |
| - Duitsland | - Luxemburg - Zwitserland | - Oostenrijk          | - Cyprus - Israël - Portugal - Spanje |                       |

### Punten gegeven door Verenigd Koninkrijk

#### Finale
Punten gegeven in de finale:
| 12 punten | Duitsland   |
| 10 punten | België      |
| 8 punten  | Luxemburg   |
| 7 punten  | Joegoslavië |
| 6 punten  | Denemarken  |
| 5 punten  | Zwitserland |
| 4 punten  | Portugal    |
| 3 punten  | Zweden      |
| 2 punten  | Turkije     |
| 1 punt    | Spanje      |

1957 · 1958 · 1959 · 1960 · 1961 · 1962 · 1963 · 1964 · 1965 · 1966 · 1967 · 1968 · 1969 · 1970 · 1971 · 1972 · 1973 · 1974 · 1975 · 1976 · 1977 · 1978 · 1979 · 1980 · 1981 · 1982 · 1983 · 1984 · 1985 · 1986 · 1987 · 1988 · 1989 · 1990 · 1991 · 1992 · 1993 · 1994 · 1995 · 1996 · 1997 · 1998 · 1999 · 2000 · 2001 · 2002 · 2003 · 2004 · 2005 · 2006 · 2007 · 2008 · 2009 · 2010 · 2011 · 2012 · 2013 · 2014 · 2015 · 2016 · 2017 · 2018 · 2019 · 2020 · 2021 · 2022 · 2023 · 2024 · 2025